# Wendilgarda
Wendilgarda là một chi nhện trong họ Theridiosomatidae.

## Các loài
- Wendilgarda assamensis Fage, 1924
- Wendilgarda atricolor (Simon, 1907)
- Wendilgarda clara Keyserling, 1886
- Wendilgarda galapagensis Archer, 1953
- Wendilgarda liliwensis Barrion & Litsinger, 1995
- Wendilgarda mexicana Keyserling, 1886
- Wendilgarda muji Miller, Griswold & Yin, 2009
- Wendilgarda mustelina Simon, 1898
- Wendilgarda mustelina arnouxi Lopez & Emerit, 1985
- Wendilgarda nigra Keyserling, 1886
- Wendilgarda nipponica Shinkai, 2009
- Wendilgarda panjanensis Barrion, Barrion-Dupo & Heong, 2013
- Wendilgarda sinensis Zhu & Wang, 1992

## Hình ảnh

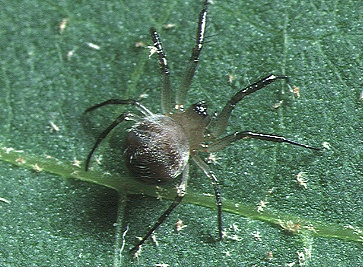